# 黄瀬文吉
黄瀬 文吉（きのせ ぶんきち、天明6年（1786年） - 天保13年（1843年）12月）は、江戸時代後期の一揆指導者。

## 経歴・人物
近江国甲賀郡杣中村（現：滋賀県甲賀市水口町）の庄屋。
50歳の時に職を辞し、天保13年（1843年）の近江天保一揆を指導する。のち指導者として捕らえられ、同年12月京都二条城にて獄死した。